# Tarašča
Tarašča (ukrajinsky Тараща) je město v Kyjevské oblasti na Ukrajině. K roku 2012 v ní žilo přes jedenáct tisíc obyvatel.

## Poloha a doprava
Tarašča leží na Kotluji, šestadvacet kilometrů dlouhém pravém přítoku Rosu v povodí Dněpru. Od Kyjeva, hlavního města Ukrajiny, je vzdálena přibližně 115 kilometrů jižně.
Od jihovýchodu na severozápad vede přes Tarašču silnice z Lysjanky do Bílé Cerkve.

## Historie
Tarašča byla založena v roce 1709. Městem je od roku 1791.